# Reudnitz (Friedland)
Reudnitz (niedersorbisch Rudnica) ist ein Ortsteil der Stadt Friedland im Landkreis Oder-Spree (Brandenburg). Reudnitz gehörte im Spätmittelalter zur Herrschaft Friedland, bzw. ab der Frühen Neuzeit zum Ordensamt Friedland. Bis zur Eingemeindung in die Stadt Friedland zu Ende des Jahres 2001 war Reudnitz eine eigenständige Gemeinde.

## Geographie
Reudnitz liegt rund 5 Kilometer nordöstlich von Friedland und etwa 7 Kilometer südöstlich von Beeskow. Die Gemarkung grenzt im Norden an Krügersdorf (Ortsteil der Stadt Beeskow), im Osten an den Friedländer Ortsteil Groß Briesen, im Süden an Lindow (ebenfalls ein Ortsteil von Friedland), im Südwesten an die Stadtgemarkung von Friedland und im Westen an Zeust (Ortsteil von Friedland). Der Ortskern liegt auf etwa 57 m ü. NHN. Der Ort ist über eine kleinere Verbindungsstraße von Friedland aus zu erreichen. Kleinere Straßen führen über Zeust und Krügersdorf nach Beeskow. Die K6714 führt weiter nach Groß Briesen.
Die Gemarkung von Reudnitz wird von Ost nach West vom Dammmühlenfließ durchflossen. Im nördlichen Teil der Gemarkung entwässern auch einige Gräben in das Dammmühlenfließ. Der höchste Punkt der Gemarkung sind die Krummen Berge im südöstlichen Teil der Gemarkung. Tiefster Punkt der Gemarkung ist das Dammmühlenfließ im westlichen Teil der Gemarkung bei etwa 48 m ü. NHN.
Auf der Gemarkung Reudnitz und damit zum Ortsteil gehörend liegt der Wohnplatz Krollshof.

## Geschichte
Reudnitz wird in einer Urkunde von 1372 erstmals genannt. Der Name wird von sorb. ruda = Raseneisenstein abgeleitet. Nach der Dorfstruktur war es ein Sackgassendorf.

### Besitzgeschichte
Nach Houwald gehörte Reudnitz wohl schon im 15. Jahrhundert zur Herrschaft Friedland. Sicher ist das aber erst seit 1518, als die Herrschaft Friedland mit 14 namentlich genannten Dörfern, darunter Reudnitz an den Johanniterorden verkauft wurde.
1499 war Niclas von Köckritz, Besitzer der Herrschaft Friedland gestorben. Er besaß nicht nur Friedland, sondern auch die Herrschaft Schenkendorf bei Guben, die Herrschaft Lieberose und die Herrschaft Lübbenau. Damit war Niclas von Köckritz der reichste Grundbesitzer in der Niederlausitz; von 1490 bis 1494 war er außerdem Landvogt der Niederlausitz. 1499 wurden nun die sieben Söhne des Niclas v. Köckritz, Hans, Nickel, Heinrich, Dietrich, Caspar, Lippold und Poppo mit dem großen Besitz des Vaters belehnt. Die Herrschaft Friedland war an Caspar v. Köckritz gekommen. 1518 starb Caspar v. Köckritz unter Hinterlassung von vier Söhnen, den bereits mündigen Georg, und die drei unmündigen Söhne Hans, Andreas und Peter v. Köckeritz. Zum Vormund der unmündigen Söhne war der damalige Landvogt der Niederlausitz, Heinrich Tunkel von Bernitzko, bestellt. Da die Herrschaft Friedland stark verschuldet war, verkaufte Heinrich Tunkel von Bernitzko als Vormund der drei noch unmündigen Brüder die Herrschaft Friedland für 16.750 Rheinische Gulden an den Johanniterorden.
Der Verkauf wurde wegen des zu niedrigen Preises angefochten und rückgängig gemacht. Georg, Hans und Andreas v. Köckritz erhielten schließlich 1527 vom damaligen böhmischen König Ferdinand I. die Belehnung mit der Herrschaft Friedland; Peter war anscheinend in der Zwischenzeit verstorben. Wegen Überschuldung mussten die drei Brüder v. Köckritz die Herrschaft Friedland 1533 schließlich doch an den Johanniterorden verkaufen, für den doch etwas besseren Preis von 21.500 Talern.
Reudnitz war nun bis 1811 Teil des Ordensamtes Friedland. Das Ordensamt Friedland wurde 1811 vom damaligen sächsischen König Friedrich August I. eingezogen und in ein königlich-sächsisches Amt umgewandelt. Nach dem Übergang an Preußen 1815 wurde das Amt nun Rentamt Friedland genannt.

### Dorfgeschichte
In den 1430er Jahren stiftete die Schützengilde in Beeskow den Fronleichnams- und den Sebastian-Altar in der Marienkirche in Beeskow. Drei Bürger der Stadt verpfändeten 1432 der Schützengesellschaft für 33 Schock 40 Groschen böhmischer Münze den Zins von zehn Hufen in Reudnitz. Dieser Zins betrug immerhin fünf Scheffel Weizen und Hafer, zehn Lot Pfennige und zehn Hühner. Dieser Zins war ein Lehen des Johann IV. von Biberstein, der dazu seine Zustimmung gab. Falls Reudnitz damals schon zur Herrschaft Friedland gehörte, wäre Johann IV. von Biberstein in dieser Zeit auch Besitzer der Herrschaft Friedland gewesen. im 16. Jahrhundert wurde bei Reudnitz Wein angebaut.
1642 waren von 16 Hausstellen 11 nicht bewohnt. Für 1665 werden angegeben: der Lehnschulze (mit einem 4Hufenhof), der Krüger mit einem 2Hufenhof, ein Dreihufenbauer, vier 2Hufenbauern und drei Einhufenbauern sowie drei Gärtner oder Kossäten und drei Büdner in Reudnitz. Die Feldmark von Reudnitz war demnach in 20 Hufen eingeteilt. Ein gewisser Budach in Reudnitz betrieb in der herrschaftlichen Wäldern die Zeidlerei und bezahlte dafür jährlich einen Taler, 18 Groschen und sechs Pfennige an das Amt. Der Krug bzw. das Kruggut mit zwei Hufen war schon vor 1665 von Andreas Schumann, einem Schlächter in Beeskow für 400 Taler gekauft worden und zu einem Vorwerk gemacht worden. Auch die wüsten Hufen, zu deren Bewirtschaftung sich wegen der hohen Pächte kein Bauer fand, wurden nun zum Kruggut gezogen, das insgesamt 16 Hufen umfasste. „Wenn der Acker ganz rein war, konnten 12 Wispel Roggen, 4 Wispel Gerste, 4 Wispel Hafer, 4 Scheffel Erbsen, 2 Scheffel Heiden (Heidehafer = Buchweizen), 2 Scheffel Lein und 1 Scheffel Hanf ausgesät werden.“ Auf dem Vorwerk konnte man vier Pferde, 20 Zugochsen, 20 Kühe, 20 Schweine, 15 Gänse und 60 Hühner halten. 1661 war hinter dem Vorwerksgebäude ein Kohl- und Hopfengarten angelegt worden. Der Pfarrer erhielt wegen der 16 Hufen des Vorwerks 16 Scheffel Roggen. 1665 gab es auch eine Schäferei. Sie war auf dem früheren Bauernhof eines gewissen Brecka eingerichtet worden. Hier konnten 500 Schafe gehalten werden bzw. 100 Stück Hauptvieh über den Winter durchgefüttert werden. Das Waschen der Schafe und Scheren oblag den Untertanen von Reudnitz und Oelsen. Die Formulierung: „Wenn der Acker ganz rein war, ...“ lässt darauf schließen, dass zu dieser Zeit noch nicht das gesamte Ackerland wieder beräumt war.  Die obige Angabe: Lehnschulze (mit einem 4Hufenhof), Krüger mit einem 2Hufenhof, ein Dreihufenbauer, vier 2Hufenbauern und drei Einhufenbauern gibt somit den Zustand vor dem Dreißigjährigen Krieg wieder.
1623 hatte Otto von Kiekebusch (Kyckpusch), der älteste Sohn von Joachim II. von Kiekebusch in Steinsdorf das Lehnschulzengut mit vier Hufen in Reudnitz gekauft. Nach dessen Tod übernahm 1658 sein Sohn Christian Reinhard das Gut. Er starb 1684. Im 18. Jahrhundert hatten die von Metzrath das Lehnschulzengut inne sowie das Vorwerk in Reudnitz und das Vorwerk Weichensdorf.

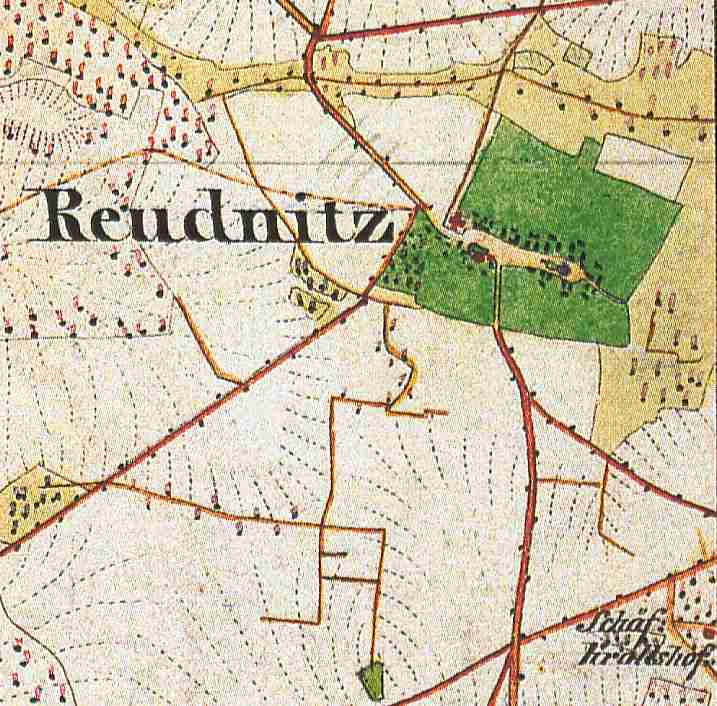
Reudnitz (mit Krollshof) auf dem Urmesstischblatt 3851 Beeskow von 1846

1706 werden nur noch zwei Bauern, fünf Kossäten und zwei Büdner genannt, die in Reudnitz ansässig waren. Die Abnahme der Bauernstellen hängt damit zusammen, dass wohl noch vor 1700 ein Vorwerk des Ordensamtes Friedland in Reudnitz entstanden war. 1706 ist das Vorwerk erstmals genannt; es war damals schon vererbpachtet. 1706 wurde das Brauhaus in Friedland in Erbpacht verkauft. Der Erbpächter, der Amtmann Samuel Koch, hatte das alleinige Recht, die drei Dörfer Dammendorf, Mixdorf und Dammendorf mit Bier und Branntwein zu beliefern. Aus dem Jahr 1718 gibt es die Angabe, dass nun vier Bauern, drei Kossäten und zwei Häusler in Ort wohnten. Gegenüber der Angabe von 1708 sind nun zwei Kossäten zu den Bauern gezählt. 1723 wird die Sozialstruktur des Dorfes mit vier Hüfnern, einem Bauern, sechs Kossäten und drei Büdnern beschrieben. Daneben existierte noch das Vorwerk. 1763 war ein von Diebitsch Erbpächter des Vorwerks Reudnitz und des damit verbundenen Vorwerks in Weichensdorf. 1776 war Johannes Kroll Erbpächter auf Reudnitz und Weichensdorf. In seiner Pachtzeit wurde die Schäferei südlich des Ortes angelegt; später Krollshof genannt. Im Jahr 1809 wird die Bevölkerung wie folgt wieder gegeben: ein Ganzbauern, sechs Ganzkossäten, zwei Halbkossäten, drei Häusler oder Büdner. 1816 war das Erbpachtvorwerk im Besitz von Amtsrat Hubert. 1818 wird Reudnitz als Dorf und Erbpachtvorwerk beschrieben. In 16 Feuerstellen lebten 130 Menschen. 1823 wird der Lehngutbesitzer, sechs Kossäten und vier Büdner genannt. 1824 brannte offenbar die Schäferei bei Reudnitz, der Krollshof nieder; die Feuersozietät bezahlte aus der Brandversicherung 550 Taler. 1837 wurde von Ledebur ein Amtsrat Hubert in Reudnitz genannt. 1840 wird Reudnitz als Dorf und Erbpachtvorwerk beschrieben. Die Zahl der Wohngebäude war auf 17 gestiegen, die Wohnbevölkerung dagegen auf 124 Personen gesunken. 1846 kaufte der Amtmann Lehmann die beiden Erbpachtsvorwerke Reudnitz und Weichensdorf für 27.500 Taler und das Lehnschulzengut in Reudnitz für 2.500 Taler. In diesem Jahr wurde auch das Lehnschulzengut mit dem Vorwerk vereinigt. 1849 wird ein Krug in Reudnitz erwähnt. 1853 hatte das Erbpachtsvorwerk (Lehnschulzengut und Krollshof) 2749 Morgen, der bäuerlichen Gemeinde verblieben gerade noch 693 Morgen. 1856 hatte Reudnitz 133 Einwohner, auf dem Krollshof lebten 32 Menschen. 1864 hatte der Ort 17 Häuser und 151 Einwohner. 1879 war das Vorwerk im Besitz des Holzhändlers Eger. Es hatte aber nicht den Status eines Rittergutes und war damit nicht kreistagsfähig.
1908 wurden vom Gut 800 Morgen an kleine Wirte verteilt. Das Restgut hatte aber immer noch eine Größe von 2000 Morgen. 1910 gehörte das Rittergut Reudnitz dem Bankier Carl Cahn in Berlin.
Bevölkerungsentwicklung seit 1818 (*)
| Jahr | Einwohner |
| ---- | --------- |
| 1818 | 130*      |
| 1846 | 140*      |
| 1867 | 255       |
| 1875 | 135       |
| 1890 | 185       |
| 1900 | 189*      |
| 1910 | 194       |
| 1925 | 193       |
| 1933 | 126       |
| 1939 | 137       |

| Jahr | Einwohner |
| ---- | --------- |
| 1946 | 198       |
| 1950 | 220       |
| 1964 | 162       |
| 1971 | 162       |
| 1981 | 117       |
| 1985 | 117       |
| 1989 | 115       |
| 1990 | 123       |
| 1991 | 122       |
| 1992 | 122       |

| Jahr | Einwohner |
| ---- | --------- |
| 1993 | 123       |
| 1994 | 124       |
| 1995 | 121       |
| 1996 | 114       |
| 1997 | 113       |
| 1998 | 115       |
| 1999 | 118       |
| 2000 | 119       |

### Kommunale und politische Geschichte
Der Ort liegt in der Niederlausitz und gehörte in der sächsischen Zeit zum Krummspreeischen Kreis. Nachdem Sachsen 1815 u. a. die Niederlausitz an Preußen abtreten musste, wurde der Kreis umbenannt in Kreis Lübben umbenannt; der Kreis behielt aber im Wesentlichen seine Grenzen bei. 1950 wurde der Kreis Lübben bei der ersten Kreisreform in der damaligen DDR stark vergrößert. Nur zwei Jahre später wurde der Kreis Lübben in der umfassenden Kreisreform wieder stark verkleinert. Die nördlichen Teile des ursprünglichen Kreises Lübben kamen zum neugeschaffenen Kreis Beeskow, darunter auch Reudnitz. Nach der Wende wurde der Kreis Beeskow noch in Landkreis Beeskow umbenannt. In der Kreisreform vom 5./6. Dezember 1993 im Land Brandenburg wurde der Kreis Beeskow zusammen mit dem Kreis Fürstenwalde, dem Kreis Eisenhüttenstadt-Land und dem Stadtkreis Eisenhüttenstadt zum Landkreis Oder-Spree vereinigt.
Der Gutsbezirk und die Gemeinde wurden erst 1929 zur Landgemeinde vereinigt. Im Zuge der Verwaltungsreformen 1992 im Land Brandenburg schloss sich Reudnitz mit 15 anderen Gemeinden zum Amt Friedland (Niederlausitz) zusammen. Zum 31. Dezember 2001 wurde Reudnitz in die Stadt Friedland eingemeindet und ist seitdem ein Ortsteil von Friedland. Das Amt Friedland (Niederlausitz) wurde zum 26. Oktober 2003 aufgelöst. Im Ortsteil Reudnitz wird ein Ortsbeirat bestehend aus drei Mitgliedern gewählt, die aus ihrer Mitte den Ortsvorsteher wählen. Ortsvorsteherin in Reudnitz ist derzeit (2015) Silke Bernhardt.

### Kirchliche Zugehörigkeit
Bei der Erstnennung 1372 wird der Pfarrer des Ortes erwähnt. Zu dieser Zeit war Reudnitz Mutterkirche. In späterer Zeit war Reudnitz (so 1818, 1840) Tochterkirche von Friedland. Heute gehört Reudnitz zur Evangelischen Kirchengemeinde Beeskow im Kirchenkreis Oder-Spree.

## Denkmale und Sehenswürdigkeiten
Die Denkmalliste des Landes Brandenburg für den Landkreis Oder-Spree listet ein Bodendenkmal und ein Baudenkmal für Reudnitz auf:
- Bodendenkmal Nr.90861 Flur 2: der Dorfkern der Neuzeit, eine Siedlung der Urgeschichte, der Dorfkern  des deutschen Mittelalter
- Baudenkmal Nr.09115462 Dorfstraße: Dorfkirche und Grabmal mit Vasenaufsatz auf dem Friedhof. Die Dorfkirche wurde 1809 neu erbaut. Die alte Kirche war 1664 neu errichtet worden. Das Grabmal stammt von 1790.

## Belege